# Agrilus bicuspidatus
Agrilus bicuspidatus (лат.) — вид узкотелых жуков-златок.

## Распространение
Китай.

## Описание
Длина тела взрослых насекомых (имаго) около 7 мм. Отличаются темно-синими пятнами на каждом надкрылье вытянутыми в виде полоски вокруг швов; вершина надкрыльев с острым выступом на краю плевры. Переднегрудь с воротничком. Боковой край переднеспинки цельный, гладкий. Глаза крупные, почти соприкасаются с переднеспинкой. Личинки развиваются на различных лиственных деревьях. Встречены в июне на высоте 1981 м. Вид был впервые описан в 2011 году в ходе ревизии, проведённой канадскими колеоптерологами Эдвардом Йендеком (Eduard Jendek) и Василием Гребенниковым (Оттава, Канада).